# 직업과 자유를 위한 워싱턴 행진

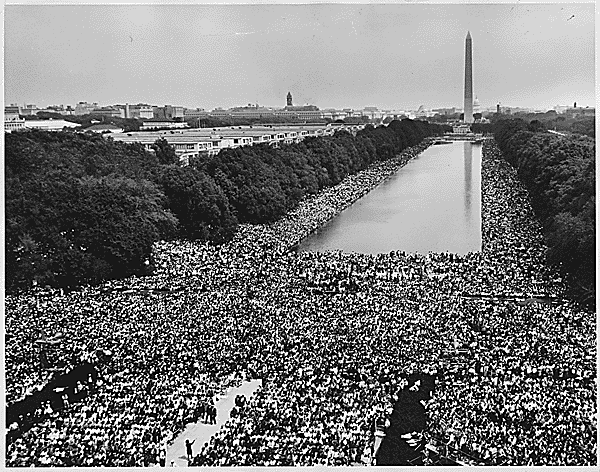
링컨 기념관에서 워싱턴 기념탑 방향으로 촬영. 1963년 8월 28일. 출처 : 미국 국립문서기록관리청.

직업과 자유를 위한 워싱턴 행진(March on Washington for Jobs and Freedom), 워싱턴 행진(March on Washington) 그리고 워싱턴의 위대한 행진(The Great March on Washington)은 1963년 8월 28일 수요일 워싱턴 D.C.에서 열렸다. 이 행진의 목적은 아프리카계 미국인들의 시민적, 경제적 권리를 옹호하는 것이었다. 행진에서 링컨 기념관 앞에 서 있는 마틴 루터 킹 주니어는 그가 인종 차별의 종식을 촉구하는 역사적인 "I Have a Dream" 연설을 했다.

## 배경
비록 아프리카계 미국인들은 합법적으로 노예제에서 해방되었고, 미국 남북 전쟁이 끝날 무렵 시민들과 남성들에게 완전한 투표권을 주었지만, 많은 사람들은 몇 년 동안 그리고 1960년대에 걸쳐 계속해서 사회적, 경제적, 정치적 억압에 직면했다. 1960년대 초에는, 짐 크로 법으로 알려진 법적 차별 제도가 미국 남부에 만연해 있어서, 흑인들이 억압받는 상태를 유지하도록 했다. 그들은 또한 기업과 정부의 차별을 경험했고, 어떤 곳에서는 위협과 폭력으로 투표하는 것이 금지되었다.
워싱턴에서의 행진을 위한 자극은 오랜 시간 동안 발전했고, 그러한 시위를 조직하기 위한 이전의 노력들은 1940년대의 워싱턴 운동에서의 3월을 포함했다.
1963년 6월 11일 존 F. 케네디 대통령은 민권법안을 의회에 제출한다. 제출된 민권법안의 골자는 공공장소에서 흑인과 백인 간의 분리를 금지시키고, 연방 기금이 관여된 모든 곳에서 차별을 금지하고, 학교의 인종통합교육을 전진시키는 것이었다. 이에 대해 의회의 남부 출신 의원들은 위원회에서 그 법안을 저지했고, 반면 민권 지도자들은 그 조치를 입안시킬 정치적 동력을 구축할 방안을 모색했다.

## 가수들
가스펠의 전설 마할리아 잭슨은 〈How I Got Over〉를 불렀고, 마리안 앤더슨은 〈He's Got the Whole World in His Hands〉를 불렀다. 1939년 미국 혁명의 딸들은 앤더슨이 헌법 홀에서 통합관객들에게 노래를 불러주는 것을 허락하지 않았다. 영부인 엘리너 루스벨트와 남편 프랭클린 루즈벨트의 도움으로, 앤더슨은 1939년 부활절 일요일 링컨 기념관의 계단에서 비평가들의 호평을 받은 야외 콘서트를 공연했다.
존 바에즈는 〈We Shall Overcome〉와 〈Oh, Freedom〉의 여러 구절을 통해 군중을 이끌었다. 음악가 밥 딜런은 바에즈와 함께 〈When the Ship Comes In〉를 공연했다. 딜런은 또한 가난한 백인으로서 바이런 드 라 베커와 함께 하는 것이 개인적으로나 주로 메달이 살해된 탓이 아니라고 주장했기 때문에 도발적이고 완전히 대중적이지 않은 선택인 〈Only a Pawn in Their Game〉을 선보였다.
피터, 폴 앤 메리는 〈If I Had a Hammer〉과 딜런의 〈Blowin' in the Wind〉를 불렀다. 오데타는 〈I'm On My Way〉를 불렀다. 딕 그레고리를 포함한 일부 참가자들은 대부분 백인 연주자들의 선택과 노래에 대한 집단 참여 부족을 비판했다. 딜런 자신은 민권 운동의 대중적 이미지 역할을 하는 백인으로서 불편함을 느꼈다고 말했다. 워싱턴에서의 3월 이후, 그는 즉시 정치화된 몇몇 다른 행사에서 공연했다.